# Севастопольський дельфінарій
44°36′53″ пн. ш. 33°31′16″ сх. д. / 44.61472° пн. ш. 33.52111° сх. д.

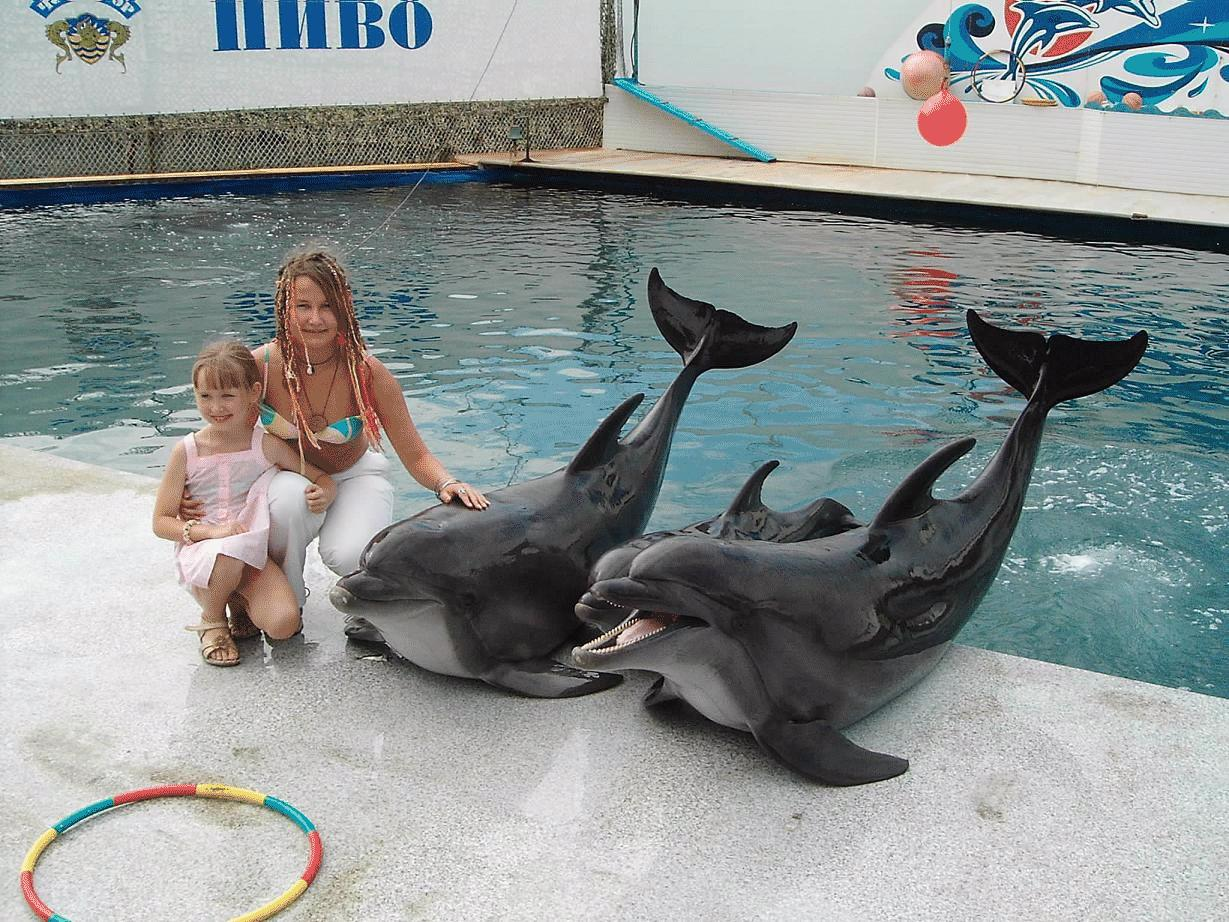
Севастопольський дельфінарій

Севасто́польський дельфіна́рій в Артбу́хті — спеціальна установа для демонстрації глядачам дресованих морських ссавців — дельфінів і морських котиків. Припинив роботу у 2021 році.

## Загальна інформація, вистави
«Біологічна станція» відкрилася в Севастополі у 1997 році. З 2000 року дельфінарій ПП «Біологічна станція», заснований спільно з ТОВ «Країна Дельфінія», працювала в самому центрі міста — в Артилерійській бухті (Набережна Корнілова, 2)».
Основний напрямок роботи дельфінарію — демонстрація вистав за участю морських тварин — дельфінів-афалін і північних морських котиків. За додаткову плату після закінчення виступу можна було сфотографуватися з морськими тваринами, а також  поплавати з дельфінами в невеликому басейні. Вистави проводились весь літній сезон починаючи з травня місяця тричі на день (початок об 11, 14, 17 годин), тривалість вистав 45 хвилин.
Дельфінарій заснував та проводив міське свято «День дельфіна» (напередодні Міжнародного дня Чорного моря). В цей день проводилась безкоштовна вистава для дітей з малозабезпечених сімей, вихованців дитячих будинків-інтернатів Севастополя, а також юних екологів з Міжнародного союзу екоетики. Щорічно понад 10 тисяч людей безкоштовно відвідували дельфінарій — інваліди, ветерани, військовослужбовці строкової служби, вихованці дитячих будинків, інтернатів, юні екологи тощо.

## Наукова діяльність
Серед завдань дельфінарію — пропаганда природоохоронних ідей, популяризація знань про морських ссавців. Підприємство функціонувало на основі повного самофінансування. Частина грошей, отриманих від вистав, витрачалось на проведення наукових досліджень, спрямованих на збереження популяції чорноморських дельфінів, занесених до Міжнародної Червоної Книги. Севастопольський дельфінарій також був центром порятунку морських ссавців..
Дельфінарій співпрацював і фінансував дослідження Лабораторії БРЕМА (Сімферополь), мета якої — збереження фауни Чорного моря, насамперед, морських ссавців. На базі дельфінарію створена Лабораторія гідробіоніки Міжнародної академії МАІСУ. Севастопольський дельфінарій виграв тендер ООН на розробку методики навчання дельфінів, яким належить рятувати людей, що терплять лихо від цунамі. З 2009 року в Севастопольському дельфінарії велись дослідження з розробки методів прогнозування землетрусів на основі аналізу поведінки дельфінів, морських котиків, птахів, риб і рептилій. У дослідженнях брали участь Таврійський національний університет імені В. І. Вернадського та Севастопольська інтерферометрична станція. Дельфінарій в Артбухта — учасник державної програми «Дельфін» та проекту МОРЕКИТ. У 2010 році з ініціативи дельфінарію розроблений і підписаний Договір про порятунок диких тварин Криму. Договір підписали п'ять організацій, серед яких дитяче містечко «Лукомор'я» в Севастополі і Ялтинський зоопарк. Згідно з цим договором, дельфінарій взяв на себе турботу не лише про диких дельфінів, а й про диких птахів, оскільки володів унікальною колекцією рідкісних пернатих, а в штаті дельфінарію були професійні орнітологи.